# هنري بوند فارجو
هنري بوند فارجو هو سياسي أمريكي، ولد في 29 أغسطس 1843 في Warsaw, New York ‏ في الولايات المتحدة، وتوفي في 1 ديسمبر 1932 في جنيف في الولايات المتحدة. نشط حزبياً في Bull Moose Party ‏. وقد انتخب عضو مجلس نواب إلينوي ‏.